# Oedancala cubana
Oedancala cubana är en insektsart som beskrevs av Carl Stål 1874. Oedancala cubana ingår i släktet Oedancala och familjen Pachygronthidae. Inga underarter finns listade i Catalogue of Life.